# Tamarín běloruký
Tamarín běloruký (Saguinus leucopus) je menší, ploskonosá opice žijí na severu Jižní Ameriky v Andách, jeden z asi 20 druhů rodu tamarín. Je endemit Kolumbie, kde obývá tropický prales. Studium morfologických znaků naznačuje, že jeho nejbližší příbuzný je tamarín pinčí.

## Výskyt
Jeho areál je poměrně malý, nedosahuje ani 30 000 km² a rozprostírá se hlavně v údolích dolních toků řek Madalena a Cauca. Obývá různá prostředí v původních i sekundárních tropických lesích, nejvyšší podíl mají lesy vlhké a podstatně nižší lesy suché. Žije v rozlehlých galeriových lesích i v jejich fragmentovaných zbytcích, obvykle se zdržuje nedaleko vody a často v blízkosti lesních okrajů, ve výšce mezi 5 až 10 metry.

## Popis
Samec i samice jsou monoformní, vykazují pouze drobné rozdíly ve velikosti, samec bývá větší. Dospělý jedinec má tělo velké 22 až 29 cm, ocas dlouhý 34 až 41 cm a váží 440 až 490 gramů. Na hřbetě je nahnědlý a směrem k břichu barva zesvětluje, až je téměř stříbřitá. Končetiny, včetně předloktí, má bílé (odtud druhové jméno "běloruký"). Na hrudníku a břiše je tmavě oranžový, obličej má bílý a téměř bez chlupů, mezi ušima a krkem má pás tmavě hnědé srsti. Jeho zubní vzorec je: řezáky 2/2, špičáky 1/1, třeňové 3/3, stoličky 2/2. Přední končetiny má kratší než zadní, prsty jsou zakončeny drápy. Má dobrý zrak, sluch i čich.

## Chování
Jsou denní živočichové trávící veškerý čas na stromech, kde se ráno probouzejí mezi 5. a 6. hodinou. Žijí v rodinných skupinách tvořených průměrně 5 a nejvíce 15 členy, jen řídce lze spatřit osamoceného jedince. Skupinu tvoří alfa pár, jejich i pohlavně dospělé dcery a mláďata; mladí samci po dosažení pohlavní dospělosti z rodné skupiny odcházejí.
Jsou téměř po celý den aktivní, ve větvích se pohybují velmi rychle a hbitě přeskakují do korun dalších stromů. Se západem slunce se uchylují ke spánku, pokud je to možno tráví noc v dutinách stromů. Komunikují spolu hlavně vokálně, intenzita je dost hlasitá a odborníci rozeznávají 14 až 19 různých zvuků, své území značkují pachem a používají také výhružné postoje a grimasy.

## Potrava
Jsou to všežravci, kteří poměrně snadno přecházejí na jiný druh potravy. Asi z 80 % žerou rostlinnou stravu, ovoce, květy a jejich nektar, výměšky rostlin a někdy úmyslně dráždí kůru stromu, aby produkoval pryskyřici či latex. Aktivně loví i živočišnou kořist (obojživelníky, ještěrky, pavouky, měkkýše, hmyz).

## Rozmnožování
Jsou to monogamní zvířata a ve skupině se spolu páří vždy pouze dominantní samice a jediný samec. K páření dochází v době, aby po čtyř až pětiměsíční březosti se potomci narodili do období, kdy je dostatek potravy. Rodí se obvykle jedno až tři mláďata a všichni ve skupině se o ně starají, při přesunech je nejčastěji samec nosí na zádech. Pohlavně dospějí ve věku 12 až 18 měsíců a dožívají se až 18 let.

## Ohrožení
Tamarín běloruký se vyskytuje v oblasti intenzivní kolonizace a ztráty lesa, zvláště ohrožující je stále stoupající roztříštěnost lesních porostů. Přirozená území jsou umenšována těžbou dřeva, růstem domorodých obyvatel a následným rozšiřováním zemědělství a chovem dobytka, jakož i stavbou silnic i přehrady na řece Miel. Opice jsou místními lidmi lapány a prodávány pro obveselení na trzích jako domácí zvířata, přestože jsou na seznamu přílohy CITES 1.
Celkem jen 4 % jeho populace žije na území rezervace, která je navíc špatně chráněná a příroda v ní je zdrojem obživy místních obyvatel. Počet dospělých zvířat ze za poslední tři generace snížil na méně než 50 %. Podle IUCN je populace tamarína bělorukého hodnocena jako klesající a je proto zařazen mezi ohrožené druhy (EN).